# 富顺州
富顺州，元朝时设置的州。
至元二十年（1283年）升富顺监安抚司置。属叙州路。治所在今四川省富顺县。辖境相当今四川省自贡、富顺、隆昌等市县地。明朝洪武四年（1371年），降为富顺县，隶叙州府。